# Широка вулиця (Київ)
Широ́ка ву́лиця — вулиця в Голосіївському районі міста Києва, місцевість Ширма. Пролягає від Козацької вулиці до вулиці Карпатської Січі. 
Прилучається вулиця Семена Палія.

## Історія
Вулиця виникла в середині XX століття під назвою Нова. Сучасна назва — з 1955 року.